# Oskar Nisu
Oskar Nisu (Randvere, 11 agosto 1994) è un ciclista su strada estone che corre per il Ferei Quick-Panda Podium Mongolia Team. È attivo in formazioni UCI dal 2019.

## Palmarès
- 2011 (Juniores)

Campionati estoni, Prova in linea Junior
1ª tappa Tour de la Région de Lódz (Sędziejowice > Sędziejowice)
3ª tappa Tour de la Région de Lódz (Łódź > Łódź)
Classifica generale Tour de la Région de Lódz
- 2012 (Juniores)

Campionati estoni, Prova in linea Junior
4ª tappa Tour de la Région de Lódz (Łask > Łask)
- 2014 (CC Villeneuve Saint-Germain, una vittoria)

4ª tappa Tour de la Manche (Villedieu-les-Poêles > Avranches)
- 2024 (Ferei Quick-Panda Podium Mongolia Team, due vittorie)

3ª tappa Tour de Banyuwangi Ijen (Glenmore > Banyuwangi)
1ª tappa Tour of Shanghai-New Cities (Jiading > Jiading)

### Altri successi
- 2011 (Juniores)

Classifica a punti Tour de la Région de Lódz
Classifica giovani Tour de la Région de Lódz
- 2012 (Juniores)

Classifica a punti Tour de la Région de Lódz
- 2014 (CC Villeneuve Saint-Germain)

Grand Prix de Tourteron
Tour de Helsinki

## Piazzamenti

### Competizioni mondiali
- Campionati del mondo

Copenaghen 2011 - In linea Junior: 114º
Valkenburg 2012 - In linea Junior: 38º
Richmond 2015 - In linea Under-23: ritirato
Doha 2016 - In linea Under-23: 92º
Fiandre 2021 - In linea Elite: ritirato

### Competizioni continentali
- Campionati europei

Goes 2012 - Cronometro Junior: 49º
Goes 2012 - In linea Junior: 15º
Nyon 2014 - Cronometro Under-23: 26º
Nyon 2014 - In linea Under-23: 36º
Tartu 2015 - Cronometro Under-23: 50º
Tartu 2015 - In linea Under-23: 64º
Alkmaar 2019 - In linea Elite: ritirato
Monaco di Baviera 2022 - In linea Elite: 85º
Drenthe 2023 - In linea Elite: ritirato